# راي بوماتاي
راي بوماتاي (بالإنجليزية: Ray Bumatai)‏ هو مغني وممثل أمريكي، ولد في 20 ديسمبر 1952 بأوفنباخ أم ماين في ألمانيا، وتوفي في 6 أكتوبر 2005 بهونولولو في الولايات المتحدة.

## أعمال

### مسلسلات
- روكيت باور

## وصلات خارجية
- راي بوماتاي على موقع IMDb (الإنجليزية)
- راي بوماتاي على موقع أول موفي (الإنجليزية)
- راي بوماتاي على موقع قاعدة بيانات الفيلم (الإنجليزية)